# Mastopathie
Unter dem Begriff Mastopathie (lateinisch Mastopathia) wird eine Vielzahl proliferativer oder degenerativer Umbauprozesse des Brustdrüsen-Parenchyms verstanden, die meist durch hormonelle Dysbalancen zwischen Östrogenen und Progesteron verursacht sind. Betroffen sind vor allem Frauen zwischen 30 und 50 Jahren.
Nach Sektionsstatistiken über die Häufigkeit von mastopathischen Veränderungen liegen in ca. 50 % der untersuchten Mammae, im 8. Dezennium sogar bei über 80 % Veränderungen im Sinne einer Mastopathie vor. Die Übergänge zwischen altersphysiologischen und „echten“ mastopathischen Veränderungen können fließend sein und bereiten oft Probleme in der histopathologischen Diagnostik. (Remmele, Pathologie, Band 4, S. 185)

## Pathogenese
Der Mastopathie liegt eine Verschiebung des hormonellen Gleichgewichtes von Östrogen und Progesteron zugunsten des Östrogens zugrunde. Als mögliche Auslöser dafür werden genannt:
- Östrogenstimulus
- Progesteronmangel
- Hyperprolaktinämie
- Hyperandrogenämie
- Mangel an Schilddrüsenhormonen (Hypothyreose)

Unter Einfluss des Östrogens kommt es zu einer verstärkten Proliferation des Drüsengewebes, was zu einer stärkeren Sekretion und damit zu Gangerweiterung und Zystenbildung führen kann.
Man unterteilt die Mastopathie in drei Grade:
- Einfache Mastopathie (Grad I) – 70 %, ohne Epithelveränderungen
- Einfache proliferierende Mastopathie (Grad II) – 25 %, Aktivierungszeichen und Vermehrung der Epithelzellen
- Atypisch proliferierende Mastopathie (Grad III) – 5 %, mäßige Anaplasiezeichen der Epithelzellen und starke Zellvermehrung

## Symptome
Das Erscheinungsbild wird vor allem durch Knotenbildungen, prämenstruell verstärkte Brustschmerzen (Mastodynie) und die (eher seltene) Sekretion aus der Mamille bestimmt.

## Diagnostik
Neben der Anamnese und der Untersuchung wird die Diagnose einer Mastopathie vor allem durch die Sonographie gestellt. Die klinische Diagnose einer fibrös-zystischen Mastopathie (Mastopathia chronica cystica fibrosa) bedarf weiterer Abklärung, um Proliferationen im Sinne einer Präkanzerose nicht zu übersehen. Als Differentialdiagnosen einer Mastopathie sind vor allem das Mammakarzinom sowie gutartige Tumoren der Brust auszuschließen.

## Therapie
Die Therapie der Mastopathie richtet sich nach dem klinischen Bild; bei leichten Formen stehen vor allem die Behandlung des prämenstruellen Schmerzes sowie aufklärende Gespräche im Vordergrund. Die Anwendung Gestagen-haltiger Gele kann zu einer subjektiven Besserung des Schmerzes führen. Auch androgenhaltige Gele oder die systemische Gabe von Gestagenen kann versucht werden.
Im Falle einer Mastopathie mit Knotenbildung muss die Exzision und histologische Untersuchung in Betracht gezogen werden. Bei wiederholten hochgradigen Mastopathien kann die vollständige Entfernung des Brustdrüsenkörpers notwendig werden.
Teils wird angegeben, dass die fibrös-zystische Brust langfristig gesehen ein Mammakarzinom-Risiko mit sich bringt. Allerdings gilt dies im Wesentlichen für diejenige Frauen mit atypischer Hyperplasie, das heißt, mit Bildung einer exzessiven Zahl von Epithelzellen.